# Brasilium obscurum
Brasilium obscurum is een keversoort uit de familie zwamspartelkevers (Melandryidae). De wetenschappelijke naam van de soort werd in 1944 gepubliceerd door Maurice Pic.